# Celia Lovsky
Celia Lovsky, geboren als Cäcilia Josefina Lvovsky (Wenen, 21 februari 1897 – Los Angeles, 12 oktober 1979), was een Amerikaanse actrice van Oostenrijks-Hongaarse afkomst. Ze was een dochter van Břetislav Lvovsky (1857–1910), een vrij onbekende Tsjechische operacomponist.

## Biografie
Lovsky was van 1919 tot 1929 getrouwd met de journalist Heinrich Vinzenz Nowak. In 1929 ontmoette ze Peter Lorre in Berlijn en introduceerde hem bij Fritz Lang. Hieraan heeft Lorre zijn hoofdrol in M – Eine Stadt sucht einen Mörder te danken. Met de opkomst van het nationaalsocialisme in Duitsland emigreerden Lovsky en Lorre in 1933 naar Parijs en vervolgens naar Londen. Ze trouwden op 22 juni 1934, vlak voordat ze naar de Verenigde Staten emigreerden.
Het koppel vestigde zich in Santa Monica, dat op korte afstand ligt van Hollywood. Lorre focuste zich op zijn acteercarrière, maar wenste dat Lovsky thuis bleef. Zij fungeerde in deze periode als zijn assistente, secretaresse, boekhoudster en verpleegster. Op 13 maart 1945 gingen Lovsky en Lorre uit elkaar. Ze bleef echter de rest van Lorre's leven hecht met hem bevriend.
Na haar scheiding begon Lovsky met acteerrollen in diverse films en televisieprogramma's. Ze stond bekend om haar licht exotische rollen, zoals de doofstomme moeder in Man of a Thousand Faces (1957) en Apache-prinses in Foxfire (1955). Op latere leeftijd speelde ze vooral de rol van waardige douairière.
Na de dood van Lorre's derde vrouw adopteerde Lovsky in 1971 de 17-jarige Catharine, Lorre's enige kind.

## Filmografie (selectie)
- Twice Married (1930)
- Der Hampelmann (1930)
- The Foxes of Harrow (1947)
- Letter from an Unknown Woman (1948)
- Sealed Verdict (1948)
- The Snake Pit (1948)
- Flaming Fury (1949)
- Chicago Deadline (1949)
- Captain Carey, U.S.A. (1950)
- Bright Leaf (1950)
- The Killer That Stalked New York (1950)
- The Scarf (1951)
- Night Into Morning (1951)
- The People Against O'Hara (1951)
- Because You're Mine (1952)
- The Story of Three Loves (1953)
- The Blue Gardenia (1953)
- Champ for a Day (1953)
- The Big Heat (1953)
- Rhapsody (1954)
- Make Haste to Live (1954)
- Three Coins in the Fountain (1954)
- The Last Time I Saw Paris (1954)
- New York Confidential (1955)
- Foxfire (1955)
- Duel on the Mississippi (1955)
- Texas Lady (1955)
- While the City Sleeps (1956)
- The Opposite Sex (1956)
- Death of a Scoundrel (1956)
- Rumble on the Docks (1956)
- The Garment Jungle (1957)
- Trooper Hook (1957)
- Man of a Thousand Faces (1957)
- Crash Landing (1958)
- Twilight for the Gods (1958)
- I Mobster (1959)
- The Gene Krupa Story (1959)
- Hitler (1962)
- 36 Hours (1964)
- The Greatest Story Ever Told (1965)
- Harlow (1965)
- The St. Valentine's Day Massacre (1967)
- The Power (1968)
- Airport (1970)
- Soylent Green (1973)

- Gemeinsame Normdatei: 1196753318
- International Standard Name Identifier: 0000 0000 3055 7716
- Library of Congress Control Number: n87896436
- Virtual International Authority File: 21209697
- WorldCat: E39PBJqBp9b9RdTPFGfCbjBwYP